# فانيسا بونس
سيلفيا فانيسا بونس دي ليون سانشيز (بالإسبانية: Vanessa Ponce de León)‏ (من مواليد 7 مارس 1992)، والمعروفة باسم فانيسا بونس، هي عارضة أزياء مكسيكية و‌ملكة جمال العالم المتوجة عام 2018. فانيسا هي أول مكسيكية تتوج كملكة جمال العالم.

## الحياة والوظيفة
ولدت فانيسا بونس في مدينة مكسيكو بالمكسيك، وأقامت لمدة عشر سنوات في ولاية أغواسكالينتس بالمكسيك وأيضاً في ولاية غواناخواتو بالمكسيك لمدة خمس سنوات. في وقت لاحق، عادت إلى مسقط رأسها مدينة مكسيكو، المكسيك، للعيش والعمل. وهي حاصلة على شهادة في التجارة الدولية وهي عضو في مجلس إدارة مركز إعادة التأهيل للفتيات والنساء. درست في ولاية غواناخواتو في التجارة الدولية في جامعة غواناخواتو. 
وهي تدعم المؤسسات غير الربحية في مختلف المجالات الاجتماعية. تتحدث اللغة الإنجليزية بطلاقة، بالإضافة إلى لغتها الأم الإسبانية. لديها دبلوم في حقوق الإنسان. وهي متطوعة مع منظمة تدعى «المهاجرين على الطريق» والتي تتكون من خدمة المهاجرين في بعض الولايات المكسيكية، وهي أيضاً متحدثة في «المعهد الوطني للشباب» في المكسيك. 
في حفل تتويجها ملكة جمال العالم 2018، روجت لمشروعها المسمى «نا فيلي»، الذي يهدف إلى مساعدة أطفال العمال المحليين الذين يهاجرون من ولاية غيريرو، المكسيك، إلى ولاية غواناخواتو، المكسيك. وهي تعمل أيضاً في مدرسة تدعى «نينيمي» (Nenemi) مكرسة لتقديم تعليم مشترك بين الثقافات للشعوب الأصلية.

## المسابقات
وصلت فانيسا بونس إلى أقصى مستوى من التطور المهني (بالإضافة إلى عملها الإيثار أو العمل الخيري) في: 

### نموذج المكسيك التالي (الدورة 5)
شاركت في برنامج الواقع، الذي يتألف من مسابقة لنماذج من الإناث: النموذج التالي للمكسيك، في موسمه الخامس في عام 2014، حيث مثلت ولاية غواناخواتو بالمكسيك وكانت هي الفائزة. 

### ملكة جمال المكسيك 2018
كانت ملكة جمال مدينة مكسيكو 2017، وحائزة على جائزة ملكة جمال المكسيك 2018 لتمثيل المكسيك في ملكة جمال العالم في 5 مايو 2018، في قاعة امبريال من فيلا توسكانا، سونورا. توجت بملكة جمال المكسيك المنتهية ولايتها 2016: أندريا ميزا من ولاية شيواوا، المكسيك.

### ملكة جمال العالم 2018
لقد مثلت المكسيك في مسابقة الجمال العالمية ملكة جمال العالم التي فازت فيها باللقب وتوجت ملكة جمال العالم 2018، في النسخة 68 التي أقيمت في مدينة سانيا، الصين في 8 ديسمبر 2018، توجت بها ملكة جمال العالم المنتهية ولايتها 2017: مانوشي تشولار، من الهند.
فانيسا بونس هي ملكة جمال العالم مع عمر أكبر من جميع الملكات الفائزات في المسابقات السابقة حتى الآن، مع 26 سنة و 276 يوماً، متخطيا الرقم القياسي السابق لمسابقة ملكة جمال العالم 1989، أنيتا كروجليكا؛ كان عمرها 24 عاماً و 244 يوماً في وقت تتويجها.

## روابط خارجية
- الموقع الرسمي